# Rhamphomyia brevicellula
Rhamphomyia brevicellula är en tvåvingeart som beskrevs av Saigusa 1964. Rhamphomyia brevicellula ingår i släktet Rhamphomyia och familjen dansflugor. Inga underarter finns listade i Catalogue of Life.